# Phlomis mongolica
Phlomis mongolica là một loài thực vật có hoa trong họ Hoa môi. Loài này được Turcz. miêu tả khoa học đầu tiên năm 1851.